# Société suisse pour l'industrie horlogère
« SSIH » redirige ici. Pour les autres significations, voir Société suisse pour l'industrie horlogère.
La Société suisse pour l’industrie horlogère (SSIH) est un ancien groupement de fabricants de montres suisse réunissant les marques Omega, Tissot et Lemania.

## Histoire
Jusqu'aux années 1960, la concentration économique dans le monde horloger est limitée par des ententes cartellaires. Dès 1925, la famille Tissot s'associe avec la famille Brandt pour conclure le partenariat commercial Omega-Tissot. Fondée le 24 février 1930 à Genève par Tissot et Omega, la holding SSIH intégrera deux plus tard la société Lemania-Lugrin S.A. de l'Orient, qui est spécialisée dans la réalisation de complications horlogères.
Cette acquisition sera déterminante pour parvenir à la création du chronographe Speedmaster et pour permettre à Omega de décrocher le chronométrage des Jeux olympiques d'été de 1932 à Los Angeles. Dès le début, la répartition des rôles au sein de la nouvelle entité est clairement définie : Tandis que Tissot produit les montres de moyen de gamme, Omega se voit attribuer le lucratif marché du luxe et Lemania occupe le marché des montres techniques. 

### Les marques

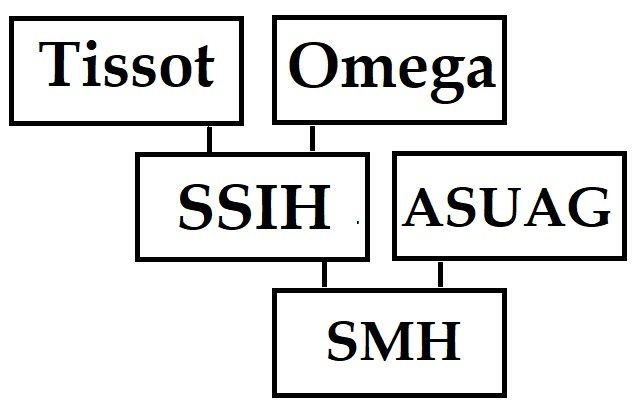
concentration de l'horlogerie suisse

Au cours des années, une dizaine de marques seront successivement amalgamées au groupe,, :
- 1930 : Omega et Tissot
- 1932 : Lemania-Lugrin
- 1955 : Marc Favre
- 1957 : Eigeldinger et Cie
- 1961 : Rayville/Blancpain et Cortébert
- 1965 : Langendorf Watch Co (en)/Lanco
- 1969 : Aetos
- 1971 : Economic Swiss Time Holding
- 1974 : Hamilton

En 1974, la SSIH acquiert la marque de montre américaine Hamilton, qui était déjà capable de réaliser une montre doté d'un affichage digital à LED. En 1981, la SSIH cède la marque Lemania au groupe Piaget. En 1983, la SSIH fusionne avec l'Allgemeine Gesellschaft der schweizerischen Uhrenindustrie AG (ASUAG) un autre grand groupe horloger suisse pour former la Société de microélectronique et d'horlogerie (SMH), rebaptisée Swatch Group en 1998.

## Notices connexes
- Notices d'autorité :   - VIAF
  - ISNI
  - LCCN
  - WorldCat

La Société suisse d'industrie horlogère renvoie à 7 articles du DHS :
- Lionel Bartolini, « Neuchâtel (canton) » dans le Dictionnaire historique de la Suisse en ligne, version du 30 mai 2017.
- Anne-Marie Dubler (trad. Pierre-G. Martin), « Bienne (commune) » dans le Dictionnaire historique de la Suisse en ligne, version du 23 janvier 2018.
- German Vogt (trad. Eva Maier), « Ebauches » dans le Dictionnaire historique de la Suisse en ligne, version du 2 juillet 2009.
- Anne Beuchat-Bessire, « Longines » dans le Dictionnaire historique de la Suisse en ligne, version du 2 avril 2009.
- Hélène Pasquier, « Omega » dans le Dictionnaire historique de la Suisse en ligne, version du 13 août 2009.
- Hélène Pasquier, « Tissot » dans le Dictionnaire historique de la Suisse en ligne, version du 30 octobre 2012.
- Hélène Pasquier, « Swatch Group » dans le Dictionnaire historique de la Suisse en ligne, version du 23 janvier 2018.